# Juan Luis Beigbeder
Juan Luis Beigbeder y Atienza (31. března 1888, Cartagena – 6. června 1957, Madrid) byl španělský vojenský a politický vůdce, který sloužil jako ministr zahraničních věcí během vlády Francisca Franca v letech 1939 a 1940, těsně po španělské občanské válce. Ve Španělském protektorátu v Maroku zastával pozice
Vysokého komisaře (Alto Comisario de España en Marruecos) a šéfa domácích záležitostí (Delegado de Asuntos Indígenas).

## Život

### Mládí a studia
Juan Luis Beigbeder se narodil jako nejstarší ze třech synů do rodiny Juana Beigbedera Leforda a jeho ženy Juany Atienzy Herrery. Otec, poručík u námořnictva, pocházel z města Sanlúcar de Barrameda v provincii Cádiz, ale jeho předci přišli do Španělska z Béarnu ve Francii. Otec zemřel, když bylo Juanu Luisovi 12 let. Chtěl se stát námořníkem jako otec. Námořní škola ale byla v té době uzavřena a tak začal studovat na La Academia de Ingenieros ve městě Guadalajara, kde získal hodnost poručíka. Po ukončení studia nastoupil v armádě u ženistů. Po prvním vojenském kontaktu s Afrikou (Melilla, 1909), začal studovat na Vysoké škole válečnické, kterou ukončil v roce 1912 a dosáhl hodnosti kapitána ženistů. Byl povolán k ženijnímu vojsku v severoafrickém městě Ceuta.

### Vojenská a diplomatická dráha
V letech 1909–1910 se zúčastnil války v Africe v bitvách u Aid Yedida, Benicorfet, Hosmar Beni, Beni-Salem a pochodu na Chefchaouen. Po jeho povýšení do hodnosti plukovníka byl jmenován vojenským atašé velvyslanectví Španělska v Berlíně. 17. července 1936 se připojil k vojenské vzpouře a jako šéf pro domácí (domorodé) záležitosti byl odpovědný za organizování 50 000 maurských vojáků na pomoc Francovu povstání za podpory dvou hlavních marockých vůdců. 13. dubna 1937 byl jmenován vysokým komisařem Španělska v Maroku. Během svého působení v Tetuánu, hlavním městě španělského Maroka, se spřátelil s marockými představiteli, poznal a oblíbil si místní zvyklosti a kulturu. Postupem času se stal uznávaným afrikanistou. Byl členem FET y de las JONS a 2. prosince 1937 byl jedním z pěti zakládajících členů Consejo Nacional del Movimiento (Rady národního hnutí).
V srpnu 1939 byl jmenován ministrem zahraničních věcí ve Francově vládě a tento post zastával až do 16. října 1940. Beigbeder byl zastáncem toho, aby Španělsko nevstoupilo do války po boku Osy, což mělo za následek, že ho Franco v jeho funkci nahradil svým švagrem Ramónem Serrano Suñerem, který již zastával funkci ministra vnitra a byl znám svoji podporou Třetí říše. Beigbeder byl nařčen z toho, že má slabost pro cizí ženy, zvláště pro svoji přítelkyni, Angličanku Rosalindu Foxovou, která pracovala pro britskou zpravodajskou službu, v jejímž zájmu bylo ve válečném konfliktu zachovat neutralitu Španělska. Beigbederovi bylo nařízeno domácí vězení v Rondě, poblíž Málagy.
V roce 1943, když se začalo ukazovat, že vítězství Německa není tak jisté, si Franco znovu vyžádal Beigbederovy služby. Povýšil ho na generála a jako vojenského atašé ho pověřil misí ve Washingtonu. V roce 1945 měla jeho mise a jednání s prezidentem Franklinem Delano Rooseveltem pomoci zmírnit nepřátelství vítězných mocností vůči Francovi.
Byl zastáncem monarchistické linie a zúčastnil se několika neúspěšných povstání generálů proti Francovi. Po návratu do Madridu byl převelen do zálohy, odešel z veřejného života a pracoval jako úředník v madridské realitní kanceláři.
Zemřel v Madridu 6. června 1957 ve věku 69 let. Je pohřben na madridském hřbitově Sacramental de San Justo.

### Osobní život
V roce 1915 se oženil s Maríou Fedriani y Martín Esperanza, se kterou měl dceru Maríu.
Jeho životní družkou a múzou však byla Angličanka Rosalinda Foxová (roz. Powellová). Beigbeder byl ženatý, ale s manželkou žili odděleně. Také Rosalinda Foxová byla vdaná, měla jednoho syna a dlouhodobě usilovala o rozvod se svým manželem Peterem Foxem, který ale rozvod neustále oddaloval. I když Rosalinda Foxová a Beigbeder nežili díky politické situaci stále spolu, udržovali dlouhodobý milostný vztah a vzájemně se podporovali. Na sklonku Beigbederova života opatřila Rosalinda dům na jihu Španělska s výhledem na Gibraltar a marockou pevninu, kde spolu po Rosalindině rozvodu plánovali žít. Ještě před odjezdem do nového domu Beigbeder zemřel a Rosalinda na jeho počest žila v domě sama až do své smrti v 93 letech.

### Ocenění
- Řád svatého Lazara (1940)
- Orden del Mérito Jalifiano (nejvyšší vyznamenání za zásluhy v oblasti Španělského protektorátu v Maroku)

### V literatuře a ve filmu
Příběh Juana Luise Beigbedera a Rosalindy Foxové v období španělské občanské války a 2. světové války, zpracovala literárně španělská spisovatelka María Dueñasová v románu z roku 2009 El tiempo entre costuras (česky: Čas mezi šitím, 2014). V televizním seriálu natočeném podle této knihy v roce 2013 ztvárnil postavu Juana Luise Beigbedera herec Tristán Ulloa.